# Spherillo telsogrossus
Spherillo telsogrossus är en kräftdjursart som beskrevs av Wahrberg1922. Spherillo telsogrossus ingår i släktet Spherillo och familjen Armadillidae. Inga underarter finns listade i Catalogue of Life.